# Виноградов, Владимир Викторович (банкир)
Влади́мир Ви́кторович Виногра́дов (19 октября 1955 года, Уфа — 29 июня 2008 года, Москва) — российский олигарх, один из первопроходцев создания банковской системы современной России. В 1990-е годы участник Семибанкирщины. Известен, прежде всего, как основатель Инкомбанка и Московского банковского союза, которым он руководил почти 10 лет, будучи его председателем. Участвовал в создании Ассоциации российских банков на базе созданного им же Российского банковского союза.

## Биография
Окончил Московский авиационный институт (МАИ) с квалификацией «инженер-механик», аспирантуру Московского института народного хозяйства имени Г. В. Плеханова. После окончания института с 1979 по 1985 год работал на производственном объединении «Атоммаш» в Волгодонске (Ростовская область).
В 1983—1985 годах — секретарь комитета ВЛКСМ объединения «Атоммаш». По рекомендации завода был направлен на учёбу в Москву, в аспирантуру ЦНИИТмаша.
С 1985 по 1988 годы — экономист Стройбанка СССР (с 1988 года сменил название на Промстройбанк СССР).
В 1988 году назначен главным экономистом Промстройбанка СССР.
С октября 1988 года — председатель правления Московского инновационного коммерческого банка («Инкомбанка»).
В 1992 году — член Совета по предпринимательству при Президенте Российской Федерации
С 1993 года — президент акционерного банка «Инкомбанк» (обанкротившегося после кризиса 17 августа 1998 года).
В 1996—1997 годах вместе с другими крупными банкирами РФ входил в группу, также известную как «семибанкирщина», которая поддержала президента Бориса Ельцина на выборах.
После развала Инкомбанка Виноградов перенёс инфаркт и несколько инсультов. Он разорился, и его семье пришлось переселиться в съёмную двухкомнатную квартиру. В начале 2000-х годов Виноградов основал несколько лизинговых компаний, но бизнес не был особенно удачным.
Умер 29 июня 2008 года в Москве в результате инсульта. Похоронен на Троекуровском кладбище (участок 10в).